# Slaget vid Alte Veste

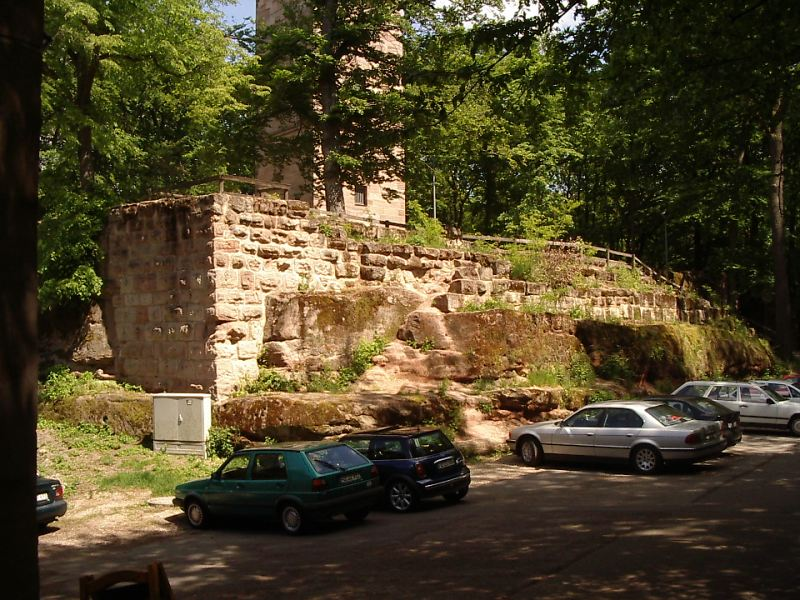
Borgruinen Alte Veste, som kallades "Die Alte-Feste" (den gamla fästningen), ligger i Zirndorf utanför Nürnberg. Vy av borgruinen från sydväst.

Stomningen av Alte Veste var ett slag år 1632 under trettioåriga kriget mellan svenska anfallare och kejserliga försvarare. Efter flera misslyckade stormningsförsök drog sig de svenska trupperna tillbaka.

## Bakgrund
Wallenstein hade i början av juni fallit in i kurfurstendömet Sachsen, och förenat sina trupper med kurfursten Johan Georg I av Sachsens, till en här på närmare 40 000 man. Gustav II Adolf, hade förskansat sig i Nürnberg, med omkring 18 000 man, och väntade på ett anfall. Wallenstein försökte i stället locka kungen till anfall. Han drog sig norrut till Schwabach efter västra stranden av floden Rednitz till den lilla orten Stein, där det fanns en gammal borgruin, som kallades "Die Alte-Feste". Här började han 2 juli att förskansa sig. Genom Wallensteins läge skars Gustav Adolf av från sina försörjningsvägar, och kroatiska ryttarskaror på kejserliga sidan genomförde plundringar i stadens närhet. Den svenske kungen var dock tvungen att invänta förstärkningar innan han kunde våga sig på något anfall.
Den 24 juli lyckades dock svenskarna besegra en kroatisk ryttarskara som överrumplat en mindre avdelning av den svenska armén och tagit en del hästar och proviantvagnar, varav större delen höggs ned. Svenskarna lyckades även 29 augusti att under natten tränga fram till Freistadt i närheten av Alte Veste och plundra och bränna staden, och därifrån medföra sig stora mängder förnödenheter. Gustav II Adolf, som med en trupp om 500 musketerare och en avdelning ryttare hade medföljt halva vägen för att täcka återtåget, råkade i strid med en överste Sparre som befälhavare för närmare 2.000 man, besegrade honom och gjorde honom fången.
Läget för kungen i Nürnberg var dock svårt, sjukdomar och svält slog hårt mot hans trupper, och förlusterna på grund av sjukdomar och svält uppgick till närmare 3 000 man. Han hade dock erhållit vissa förstärkningar, förutom en rad Nürnbergsbor som enrollerats i armén, och hans trupp räknade nu omkring 20.000 man.
Den 21 augusti ankom slutligen lantgreven av Hessen och Axel Oxenstierna med förstärkningar till den svenska hären, och den kunde nu räkna 46 000 man. Den förenade hären började snart rycka fram mot Alte Veste.

## Slaget
Redan samma dag som härarna förenats började man avancera längs Rednitz, för att undersöka de kejserliga ställningarna. Generalen Johan Banér råkade under offensiven komma för nära en fientlig ställning och blev skjuten i armen, något som gjorde att han fick svårighet att själv delta i det kommande slaget. Under morgonen den 22 augusti uppsatte man skansar och tre batterier, och började beskjuta det kejserliga lägret. Man gjorde även vissa stormningsförsök, men fann att lägret var för starkt för att kunna tas med storm. Gustav II Adolf drog sig då tillbaka till Fürth och gick 23 augusti över Rednitz. Från det här hållet skulle det bli lättare att anfalla det kejserliga lägret. På morgonen 24 augusti fick dock kungen uppgifter om att den kejserliga hären verkade göra sig beredd att avtåga, och avbröt då sina befästningsarbeten och ställde upp i slagordning. Vid middagstid började man marschera fram mot den kejserliga hären. Underbefälhavare under Gustav II Adolf var hertig Vilhelm av Sachsen-Weimar, medan hans bror, hertig Bernhard av Sachsen-Weimar, förde befäl över rytteriet. Fotfolket kommenderades av Nils Brahe d.ä., som ersatt den sårade Johan Banér.
Den nyutnämnde generalen Lennart Torstensson, som år 1632 blivit utsedd till "general av artilleriet", betäckte återtåget med en avdelning infanteri och förde befälet över artilleriet. Väl framkomna till fiendens ställningar upptäcktes att något uppbrott inte var å färde. Den kejserliga armén stod stridsberedd i sina försvarsanläggningar. Man hade dock ingen möjlighet att avbryta anfallet, som redan påbörjats. Hela dagen pågick hårda strider, när svenskarna försökte inta de kejserliga ställningarna. Hertig Bernhard lyckades verkligen med högra flygelns fotbrigader inta en skans, men på andra håll gick det sämre. På morgonen 25 augusti fortsatte striden, och nu började de kejserliga gå till motoffensiv. Hertig Bernhard tvingades överge den erövrade skansen. Under ett utfall mot det svenska artilleriet råkade Lennart Torstenson i fångenskap. Han blev tilfångatagen av fienden och hölls fången till 1633 i ett fuktigt fängelse i Ingolstadt, där grunden lades till hans stora sjuklighet (reumatism) som plågade honom under återstoden av hans liv. 